# Amegilla dawsoni

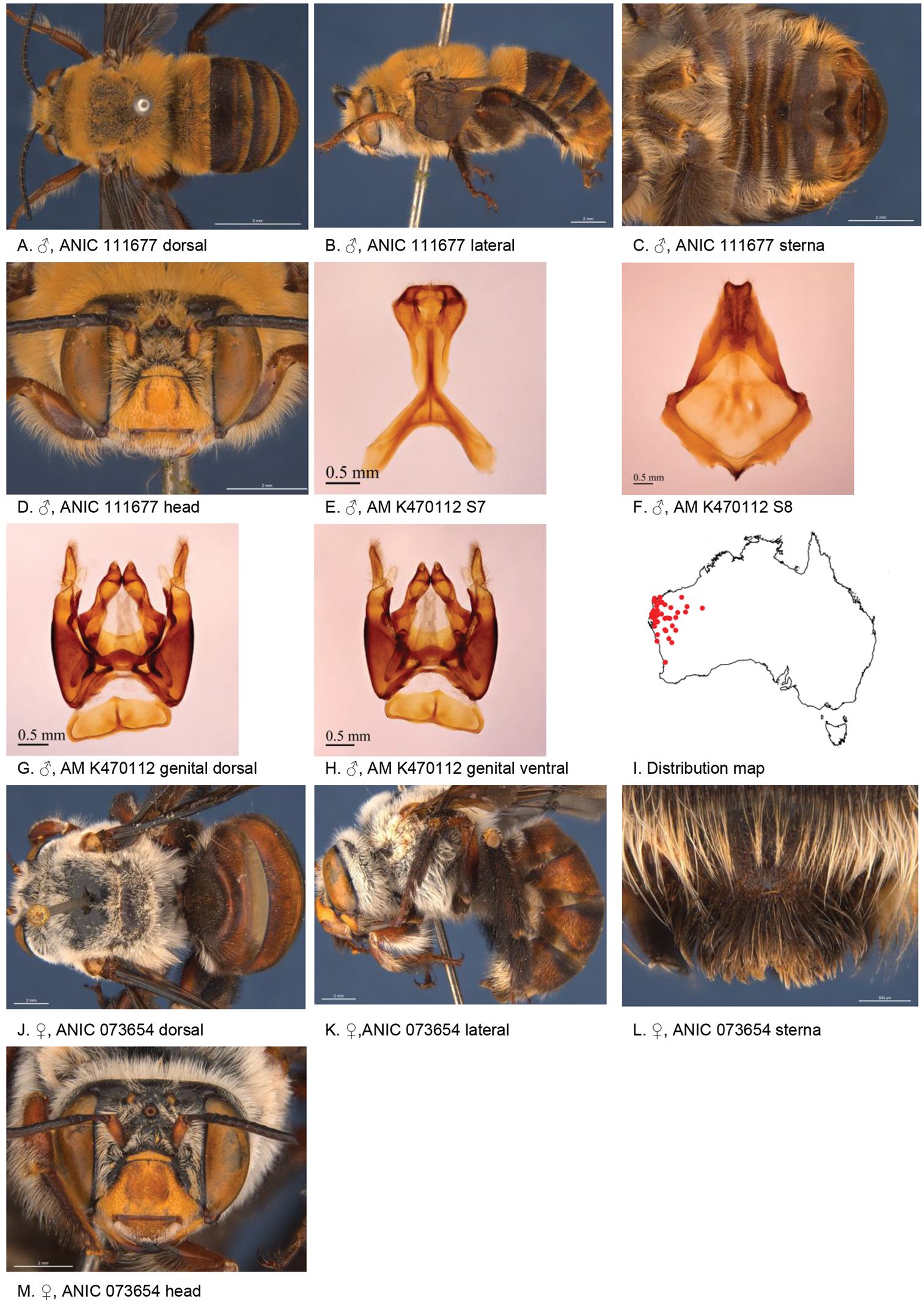
Детали строения самца (A—H) и самки (J—M) и ареал (I) пчелы Amegilla dawsoni

Amegilla dawsoni (лат.) — вид крупных земляных пчёл из трибы Anthophorini семейства Apidae. Эндемик Австралии. Гнездятся многотысячными колониями на засушливых глинистых почвах Западной Австралии. Amegilla dawsoni — один из самых крупных австралийских видов пчёл, достигающий 2 см в длину и 4 см в размахе крыльев. За исключением лица, пчёлы покрыты коричневым опушением, если самец, или коричнево-белым опушением, если самка. По размеру и окраске они похожи на австралийских пчел-плотников.
Они известны как одиночные пчёлы. Хотя каждая самка пчелы строит своё собственное гнездо, они собираются в большие сообщества, которые создают видимость колоний. Их гнёзда выкапываются в земле, а для каждой расплодной ячейки создаются отдельные капсулы. Каждая самка размножается только один раз за сезон размножения.
Самцы этого вида диморфны, что основано на стратегии обеспечения выводка во время развития. Более крупные самцы — так называемые majors — обычно агрессивно патрулируют зоны появления потомства и вступают в физическую борьбу за спаривание с девственными или недавно спарившимися самками. С другой стороны, более мелкие самцы — так называемые minors — которые составляют 80 % популяции самцов, будут ждать на окраинах зоны появления и спариваться только с самками, которые способны улететь девственными из непосредственной близости от своих родовых гнёзд. Самки показывают готовность или не готовность к спариванию, испуская определённые смеси химических сигналов в зависимости от того, спаривалась ли она ранее.
Пчела питается нектаром и пыльцой только с 4 родов растений, произрастающих в пустынях Западной Австралии. Это давление ограниченных ресурсов привело к тому, что пчёлы стали панмиктичными.

## Систематика
Вид Amegilla dawsoni был впервые описан в 1951 году австралийским пчеловодом, натуралистом, художником и писателем Тарлтоном Рэйментом (1882—1964) под названием Anthophora dawsoni Rayment, 1951 по типовому материалу, собранному Owen Dawson в 1944 году в Западной Австралии. В местной печати данный вид называют Dawson’s burrowing bee (роющей пчелой Доусона). Позднее таксон включён в состав рода Amegilla из трибы Anthophorini. Amegilla — второй по величине род в Anthophorini, после рода Anthophora. Amegilla разделена на 11 подродов, в общей сложности содержащих более 250 видов. Род содержит пчёл, обитающих исключительно в Старом Свете, встречающихся по всей Европе, Африке и Азии, с одним подродом, эндемичным для Австралии. Вид Amegilla dawsoni относится к подроду Asaropoda по признаку отсутствия волосков на 3-й субмаргинальной и 2-й медиальной ячейках переднего крыла. От близких видов самки отличаются следующими признаками: большой размер тела (> 19 мм), опушение на голове и мезосоме белое, метасомальный интегумент преимущественно тёмно-красный. У самцов отличия следующие: стернит S4 апикомедиально с двумя небольшими соседними участками передненаправленных чёрных щетинок, стернит S5 с параболическим выступом.

## Распространение
Amegilla dawsoni обитает только в Австралии. Пчёлы встречаются в засушливых районах на западной половине континента. Они широко распространены в этом регионе, причём северная и южная крайние точки их брачного и гнездового ареалов находятся на расстоянии примерно 700 км друг от друга. Этот регион известен ограниченными и беспорядочно распределёнными осадками, что может привести к дефициту ресурсов цветущих растений. В этом случае пчёлы мигрируют на север и юг вдоль своего распространения, чтобы гнездиться в более подходящих условиях.

## Описание
Amegilla dawsoni это вид темнокрылых пчёл, который относится к числу крупнейших австралийских пчёл, по размеру и окраске схож с пчёлами-плотниками рода Xylocopa.
Крупные по размеру пчёлы (около 2 см), гнездящиеся в плотной глинистой почве большими колониями до 10 000 гнёзд, вес отдельной особи 0,5—0,7 г.
Передние крылья с тремя почти одинаковыми по размеру радиомедиальными ячейками. Самки этого вида пчёл, как правило, имеют одинаковый размер, с шириной головы около 6,4—7,4 мм. Самцы диморфны и бывают преимущественно двух размеров: крупные и мелкие. Эти самцы сильно различаются по размеру, ширина головы колеблется от 4,9 до 7,3 мм. Под мелкими самцами (minor) понимаются самцы с размером головы менее 6,3 мм (в среднем около 5,5 мм), а крупные самцы (major) имеют размер головы более 6,3 мм (в среднем около 6,7 мм). Самцы также имеют аллометрические размеры, то есть самцы с более крупной головой также имеют более крупные мандибулы и более широкое брюшко. Самые крупные самцы сопоставимы по размерам с самками. Половой диморфизм также можно увидеть в окраске пчёл: у самок голова и грудь покрыты белыми волосками, у самцов опушение светло-коричневое. Самцы с круглым пятном тёмных щетинок на стернитах S4 и S5 с широким параболическим апикомедиальным выступом. У самки присутствуют параклипеальные и надклипеальные метки, голенная корзиночка чёрная, отросток на стерните S6 маленький неправильный шероховатый, плохо выражен. Самцы промежуточного размера встречаются редко.
Яйца относительно крупные, их длина 4,5 мм. Кокон не плетётся, а зрелая личинка сворачивается в С-образную форму и становится спящей. Как долго личинки остаются в спящем состоянии не установлено, но, по крайней мере, в некоторых случаях превышает 12 месяцев. В такой стадии предкуколки диапауза при неблагоприятных условиях может продолжаться несколько лет (в лабораторных условиях наблюдали до 10 лет).

### Обеспечение расплода
Самки пчёл этого вида могут контролировать, будет ли их мужское потомство крупным (major) или мелким (minor). Они контролируют это с помощью дифференцированного обеспечения кормом — самка вкладывает больше средств в корм и размер ячеек для крупных пчёл (самок или крупных самцов).
В начале лётного сезона, когда ресурсы в изобилии, самки будут производить крупных самцов, почти исключая мелких. С другой стороны, в конце сезона, когда ресурсов мало и время кормёжки увеличивается, самки производят почти исключительно мелких самцов.
Кроме того, когда самки создают двойные выводковые ячейки, где одно яйцо лежит на другом, в верхней ячейке почти всегда находится будущий мелкий самец (минор). В нижней ячейке находится либо крупный самец, либо самка. Это связано с ранним появлением в сезон мелких самцов.

### Питание
Пчёлы Amegilla dawsoni посещают цветы 4 родов растений Cassia (семейство цезальпиниевые), Eremophila (норичниковые), Solanum (пасленовые) и Trichodesma (бурачниковые). Самкам пчёл не нужно проникать в венчики цветков для сбора нектара. Они собирают нектар, вводя свой длинный хоботок в цветок. Пчёлы собирают нектар с этих четырёх основных родов растений, даже если есть более доступные источники нектара и пыльцы.

## Гнездование

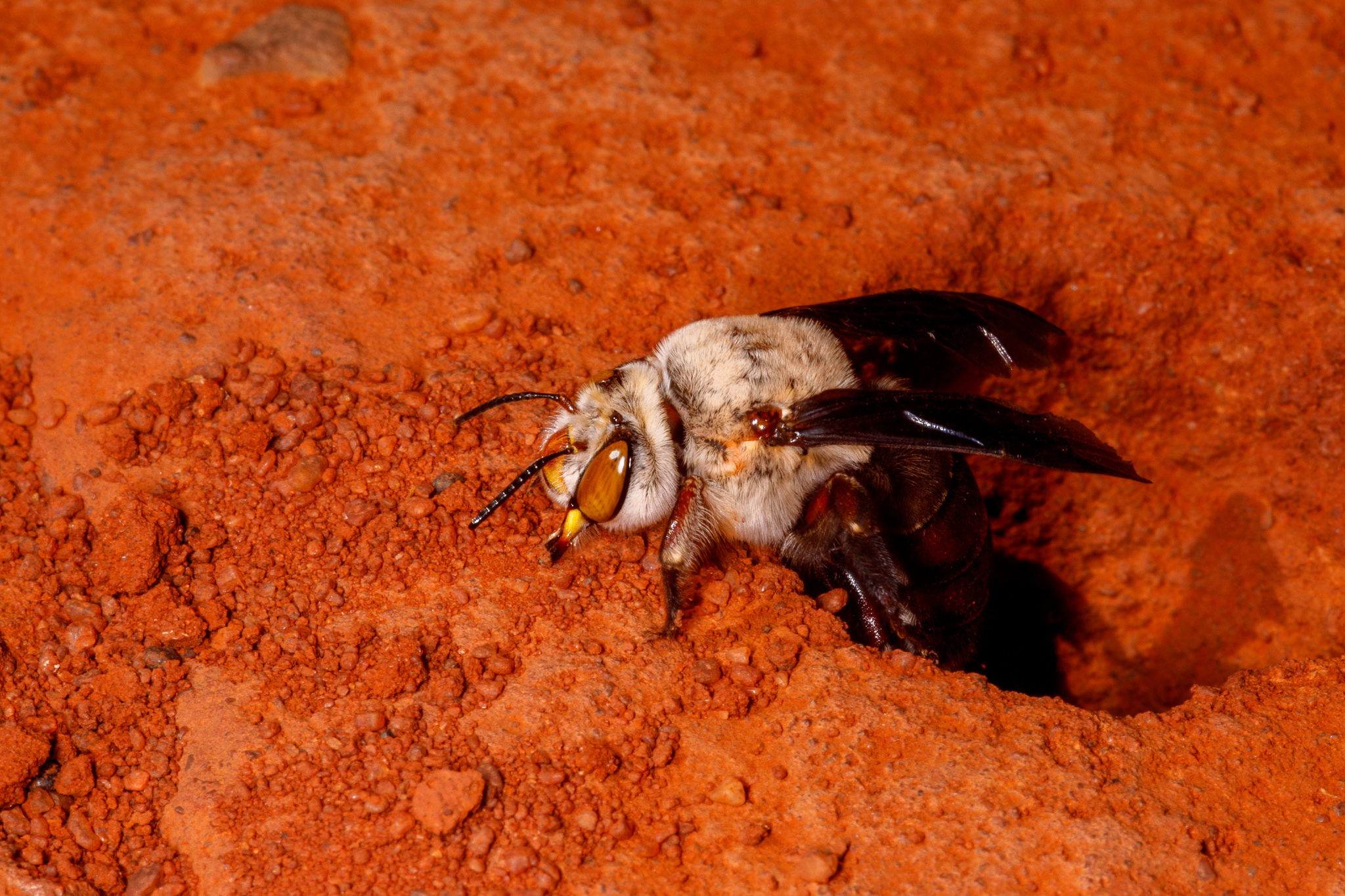
Amegilla dawsoni у входа в гнездо

### Гнездостроение
Этот вид пчёл практикует одиночное гнездование, хотя часто гнёзда располагаются близко друг к другу. Активная гнездовая колония может содержать до 10 000 норок. Самка пчелы строит своё гнездо, роясь прямо вниз в глине или другой плотно упакованной почве и грязи. Она роет на глубину от 15 до 35 сантиметров. Затем самка пчелы поворачивается и роет горизонтально. В горизонтальной шахте она будет снова копать вниз, чтобы создать расплодные ячейки. Горизонтальная шахта удлиняется с каждой последующей созданной расплодной ячейкой. Иногда самки выкладывают две расплодные ячейки друг на друга в форме дуплета. Самка пчелы подготавливает внутреннюю поверхность каждой ячейки, выкладывая слой воска. Она заполняет ячейку нектаром и пыльцой из четырёх различных родов растений. Положив эту влажную смесь, самка откладывает яйцо в ячейку, а затем закрывает ячейку грязью. Так повторяется до тех пор, пока она не закончит откладывать яйца. Ячейки заметно различаются по размеру, внутренняя длина составляла 17—28 мм, а диаметр — 13,0—15,5 мм

### Гнездовой цикл
Лётный сезон этой пчелы длится с конца зимы до начала весны. Пчела Amegilla dawsoni унивольтинная — она производит только один расплод за сезон размножения. После пребывания в состоянии покоя до следующей зимы, расплод, отложенный в предыдущем году, выходит и начинает лётный сезон и процесс спаривания. Самцы этого вида выходят из гнёзд раньше своих самок. Кроме того, в течение всего сезона размножения мелкие самцы с шириной головы менее 6,3 мм, как правило, появляются раньше крупных самцов с шириной головы более 6,3 мм. Даже в течение нескольких дней в период появления самцов мелкие самцы, как правило, появлялись раньше, чем крупные. Это может быть связано с эволюционным давлением, которое заставляет мелких самцов появляться раньше, чем их более крупные собратья, чтобы избежать конкуренции за спаривание с более крупными особями. Появление самцов может затягиваться и продолжаться несколько недель в течение лётного сезона. Это приводит к тому, что самцы и самки вида в значительной степени совпадают по времени появления на свет. Это может быть связано с повышенной приспособленностью поздно появляющихся самцов к спариванию с самками в конце сезона, учитывая, что рано появляющиеся конкуренты уже погибли.

### Конкуренция
В начале своего гнездового цикла самки A. dawsoni часто заходят в занятые гнёзда с отсутствующими хозяевами. В случае столкновения между нарушительницей и жительницей, конфликт почти всегда заканчивается тем, что пчела-жительница изгоняет нарушительницу в короткой драке, длящейся всего несколько секунд. Судя по всему, у пчёл, пытающихся вторгнуться в нору, нет никаких преимуществ в размере, так как более крупные пчёлы, по-видимому, не добиваются большего успеха в удалении пчелы-резидента из норы. Одно из объяснений того, почему этот вид использует такое поведение, несмотря на низкий уровень успеха, заключается в том, что вторгающиеся пчёлы пытаются найти гнёзда, хозяева которых погибли или исчезли. Это механизм экономии затрат, с помощью которого вторгающаяся пчела может сэкономить энергию, которую в противном случае она потратила бы на рытье норы и создание расплодных ячеек. Когда хозяин все же возвращается, нарушительница позволяет удалить себя в короткой и не смертельной конфронтации, чтобы продолжить поиски заброшенного гнезда.

## Спаривание
В брачный период происходят смертельные бои самцов (трутней) за спаривание с будущей маткой. При этом мелкие самцы появляются раньше и караулят самок на цветах, а крупные ожидают около входов в земляные их гнёзда. Как правило, большинство самок оплодотворяются крупными самцами, сразу после их выхода наружу. В итоге почти все самцы погибают в драках, и далее до следующего года популяции состоят только из самок.

### Особенности спаривания
У этого вида пчёл существуют две различные модели спаривания, обусловленные двумя классами размеров самцов. Более крупные самцы (majors) патрулируют зоны появления пчёл-самок. В то же время самцы меньшего размера, пчелы-миноры (minors), патрулируют внешний периметр зоны появления самок и ждут, чтобы спариться с самками, которые покидают окрестности своих отверстий, неспарившись с крупным самцом. 80 % популяции самцов A. dawsoni составляют миноры, несмотря на то, что 90 % самок спариваются с крупными пчёлами.
Когда самец находит восприимчивую самку пчелы, он садится ей на спину и едет на ней к ближайшей доступной растительности, после чего начинает копуляцию, которая происходит в три фазы. В первой фазе самец садится на самку и трепещет крыльями. Во второй фазе, после введения гениталий самца, самец будет быстро двигать их в течение нескольких секунд. После этого он переходит к третьей фазе, в которой он отсоединяет свои гениталии и прощупывает внешние гениталии самки. После этого копуляция завершается. Самки пчёл редко спариваются более одного раза — это вызывает жёсткую конкуренцию между самцами за возможность спаривания.

### Половая сигнализация
Самки пчёл этого вида указывают на сексуальную восприимчивость с помощью смеси феромонов, сигнальных химических веществ. Кутикулярные углеводороды, длинноцепочечные жирные кислоты, участвующие в предотвращении высыхания насекомых, также были вовлечены в процесс половой сигнализации. Появившиеся девственные самки A. dawsoni выделяют особую смесь веществ, чтобы показать свою восприимчивость к патрулирующим самцам. Эта смесь включает значительное количество трикозана, пентакозана и гептакозана.
Эта смесь рецептивности улучшает приспособленность самок, которые могут сигнализировать о восприимчивости к спариванию, и вызывает конкуренцию, так что самые сильные конкуренты с лучшими фенотипами и генотипами будут отцами их выводков. Способность самцов распознавать эти сигналы также позволяет им сократить затраты энергии на приближение к появляющимся самцам или вступить в конкуренцию с другими самцами за уже спарившихся самок.
После спаривания самка A. dawsoni начинает химический сдвиг, указывающий на то, что она больше не восприимчива к попыткам спаривания. Затем она приступает к гнездовой фазе своего жизненного цикла. Этот сдвиг занимает некоторое время. Поэтому недавно спарившиеся самки все ещё привлекательны для патрулирующих пчёл и должны активно сопротивляться спариванию. Этот сдвиг включает в себя активное подавление выработки химических веществ рецептивности и создание химического вещества под названием тетраметилгексадекатриенол, которое является уникальным для гнездящихся самок. Кроме того, другие летучие химические вещества, потенциально вырабатываемые в железе Дюфура, были связаны с сигналом отталкивания самцов.

### Панмиксия
Было показано, что Amegilla dawsoni является панмиктическим видом, где особи с одинаковой вероятностью спариваются с любой другой особью в популяции. Это приводит к абсолютно беспрепятственному генетическому потоку и популяциям без генетической дифференциации. Это относительно редкое явление, особенно у пчёл, где внутривидовая генетическая дифференциация является обычным явлением. Одно из объяснений, которое было предложено для этого явления у A. dawsoni, заключается в неравномерном распределении ресурсов цветущих растений из-за засушливых условий австралийской пустыни. Такие условия могут вынуждать популяции в сезоны лёта собираться в местах с обилием ресурсов, что позволяет популяциям, находящимся на расстоянии нескольких сотен километров друг от друга, смешиваться через спаривание.

## Паразиты
На Amegilla dawsoni паразитирует клептопаразитическая муха Miltogramma rectangularis из семейства серые мясные мухи (Miltogramminae, Sarcophagidae). Эти мухи проникают в расплодные ячейки пчёл на стадии личинок и питаются провизией, предназначенной для развивающегося расплода. Они проникают в эти ячейки с помощью взрослых самок мух, которые рождают личинок (у них личинкорождение) и откладывают их на преследуемых взрослых самок пчел. Мухи ждут жертв на земле в местах гнездования пчёл, ориентируясь на некоторых из них, которые пролетали мимо них, но лишь изредка летают за пчелой, обычно лишь на секунду или две, после чего возвращаются на землю. В редких случаях муха следует за пчелой в течение нескольких секунд, зависая вплотную за ней. Ещё реже муха вступает в кратковременный контакт с пчелой, после чего улетает и садится на землю на некотором расстоянии от неё. Очевидно в это время происходила откладка личинок на жертву. Затем взрослые самки пчёл входят в своё гнездо и прямо в ячейки сбрасывают паразитических личинок рядом с собственным расплодом. Была выдвинута гипотеза, что эти паразиты и их склонность к воровству пищи действуют как селективное давление на A. dawsoni, заставляя его производить более мелких самцов (minors), которым требуется меньше пищи, что объясняет преобладание мелких самцов, несмотря на их пониженную половую приспособленность. Однако это маловероятно, учитывая, что степень заражённости пчелиных гнёзд была менее 5 %, а репродуктивная выгода от производства крупных самцов, по-видимому, перевешивает потери, связанные с паразитированием на выводке.